# Ronde van Luxemburg 2012
De Ronde van Luxemburg 2012 (Luxemburgs: Tour de Luxembourg 2012) werd verreden van 30 mei tot en met 3 juni in Luxemburg. Het was de 72e editie van de rittenkoers, die deel uitmaakte van de UCI Europe Tour 2012.

## Startlijst
RadioShack-Nissan
- 1.  Linus Gerdemann
- 2.  Laurent Didier
- 3.  Jakob Fuglsang
- 4.  Fränk Schleck
- 5.  Andreas Klöden
- 6.  Maxime Monfort
- 7.  Grégory Rast
- 8.  Jens Voigt

Argos-Shimano
- 11.  Koen de Kort
- 12.  Thomas Damuseau
- 13.  Tom Stamsnijder
- 14.  Yann Huguet
- 15.  Roy Curvers
- 16.  Albert Timmer
- 17.  Tom Dumoulin
- 18.  Tobias Ludvigsson

Cofidis
- 21.  Florent Barle
- 22.  Jean-Eudes Demaret
- 23.  Samuel Dumoulin
- 24.  Tristan Valentin
- 25.  Arnaud Labbe
- 26.  Adrien Petit
- 27.  Aleksejs Saramotins
- 28.  Nico Sijmens

Saur-Sojasun
- 31.  Jimmy Engoulvent
- 32.  Jonathan Hivert
- 33.  Jérémie Galland
- 34.  Christophe Laborie
- 35.  Rony Martias
- 36.  David Le Lay
- 37.  Jean-Marc Marino
- 38.  Yannick Talabardon

Accent Jobs-Willems Veranda's
- 41.  Jean-Pierre Drucker
- 42.  Gregory Habeaux
- 43.  Kevyn Ista
- 44.  Steven Caethoven
- 45.  Kevin Van Melsen
- 46.  Arnoud van Groen
- 47.  Jurgen Van Goolen
- 48.  Staf Scheirlinckx

Luxemburg
- 51.  Bob Jungels
- 52.  Pit Schlechter
- 53.  Joël Zangerle
- 54.  Christian Helmig
- 55.  Kevin Feiereisen
- 56.  Alex Kirsch
- 57.  Massimo Morabito
- 58.  Lex Reichling

Vacansoleil-DCM
- 61.  Kris Boeckmans
- 62.  Romain Feillu
- 63.  Johnny Hoogerland
- 64.  Björn Leukemans
- 65.  Rafael Valls
- 66.  Martin Mortensen
- 67.  Nikita Novikov
- 68.  Wout Poels

Sky Procycling
- 71.  Davide Appollonio
- 72.  Michael Barry
- 73.  Mathew Hayman
- 74.  Alex Dowsett
- 75.  Luke Rowe
- 76.  Salvatore Puccio
- 77.  Christopher Sutton
- 78.  Ben Swift

Ag2r-La Mondiale
- 81.  Jimmy Casper
- 82.  Martin Elmiger
- 83.  Ben Gastauer
- 84.  Kristof Goddaert
- 85. —
- 86.  Romain Lemarchand
- 87.  Boris Sjpilevski
- 88.  Amir Zargari

Lotto-Belisol
- 91.  Jürgen Roelandts
- 92.  Jens Debusschere
- 93.  André Greipel
- 94.  Vicente Reynés
- 95.  Frederique Robert
- 96.  Marcel Sieberg
- 97.  Mehdi Sohrabi
- 98.  Jonas Van Genechten

Team Europcar
- 101.  Yukiya Arashiro
- 102.  Jerome Cousin
- 103.  Damien Gaudin
- 104.  Yohann Gène
- 105.  Vincent Jérôme
- 106.  Alexandre Pichot
- 107.  Saïd Haddou
- 108.  David Veilleux

Topsport Vlaanderen-Mercator
- 111.  Pieter Vanspeybrouck
- 112.  Laurens De Vreese
- 113.  Kenny De Ketele
- 114.  Jelle Wallays
- 115.  Michael Van Staeyen
- 116.  Eliot Lietaer
- 117.  Steven Van Vooren
- 118.  Preben Van Hecke

Landbouwkrediet-Euphony
- 121.  Sébastien Delfosse
- 122.  Davy Commeyne
- 123.  Reinier Honig
- 124.  Gilles Devillers
- 125.  Dirk Bellemakers
- 126.  Vincent Baestaens
- 127.  Stefan Cohnen
- 128.  Matti Helminen

Andalucia
- 131.  José Toribio
- 132.  Pablo Lechuga
- 133.  Antonio Cabello
- 134.  Juan José Lobato
- 135.  Gustavo César Veloso
- 136.  Adrián Palomares
- 137.  Jesús Rosendo
- 138.  Eloy Ruiz

Spidertech Powered By C10
- 141.  Ryan Anderson
- 142.  Guillaume Boivin
- 143.  Caleb Fairly
- 144.  Lucas Euser
- 145.  Raymond Künzli
- 146. —
- 147.  Will Routley
- 148.  Brian Vandborg

Team Differdange-Magic-Sportfoot.de
- 151.  Jacobus Venter
- 152.  Johan Coenen
- 153.  Gediminas Kaupas
- 155.  Jonas Ljungblad
- 156.  Sascha Weber
- 157.  Alex Meenhorst
- 158.  Tom Thill

## Etappe-overzicht
| etappe  | datum  | start       | finish      | afstand  | winnaar          | klassementsleider |
| ------- | ------ | ----------- | ----------- | -------- | ---------------- | ----------------- |
| Proloog | 30 mei | Luxemburg   | Luxemburg   | 2,66 km  | Jimmy Engoulvent | Jimmy Engoulvent  |
| 1e      | 31 mei | Luxemburg   | Hesperange  | 181 km   | André Greipel    | Jimmy Engoulvent  |
| 2e      | 1 juni | Schifflange | Leudelange  | 183.9 km | André Greipel    | Jimmy Engoulvent  |
| 3e      | 2 juni | Eschweiler  | Differdange | 205.4 km | Wout Poels       | Jakob Fuglsang    |
| 4e      | 3 juni | Mersch      | Luxemburg   | 153.5 km | Jürgen Roelandts | Jakob Fuglsang    |

## Etappe-uitslagen

### Proloog
| Luxemburg – Luxemburg (2,66 km) |                   |                        |          |
| Plaats                          | Naam              | Ploeg                  | Tijd     |
| Winnaar                         | Jimmy Engoulvent  | Saur-Sojasun           | 0h03'43" |
| 2                               | Grégory Rast      | Radioshack-Nissan      | + 3"     |
| 3                               | Jonathan Hivert   | Saur-Sojasun           | + 3"     |
| 4                               | Mathew Hayman     | Team Sky               | + 5"     |
| 5                               | Jakob Fuglsang    | Radioshack-Nissan      | + 7"     |
|                                 |                   |                        |          |
| 7                               | Tom Dumoulin      | Argos-Shimano          | + 7"     |
| 13                              | Steven Van Vooren | Topsport Vlaanderen-M. | + 9"     |

| Algemeen klassement |                   |                        |          |
| Plaats              | Naam              | Ploeg                  | Tijd     |
| Gele trui           | Jimmy Engoulvent  | Saur-Sojasun           | 0h03'43" |
| 2                   | Grégory Rast      | Radioshack-Nissan      | +00' 03" |
| 3                   | Jonathan Hivert   | Saur-Sojasun           | z.t.     |
| 4                   | Mathew Hayman     | Team Sky               | +00' 05" |
| 5                   | Jakob Fuglsang    | Radioshack-Nissan      | +00' 07" |
|                     |                   |                        |          |
| 7                   | Tom Dumoulin      | Argos-Shimano          | z.t.     |
| 13                  | Steven Van Vooren | Topsport Vlaanderen-M. | +00' 09" |

### 1e etappe
| Luxemburg – Hesperange (181 km) |                   |                         |          |
| Plaats                          | Naam              | Ploeg                   | Tijd     |
| Winnaar                         | André Greipel     | Lotto-Belisol           | 4u53'56" |
| 2                               | Davide Appollonio | Team Sky                | z.t.     |
| 3                               | Samuel Dumoulin   | Cofidis                 | z.t.     |
| 4                               | Romain Feillu     | Vacansoleil-DCM         | z.t.     |
| 5                               | Koen de Kort      | Argos-Shimano           | z.t.     |
|                                 |                   |                         |          |
| 8                               | Vincent Baestaens | Landbouwkrediet-Euphony | z.t.     |

| Algemeen klassement |                   |                        |          |
| Plaats              | Naam              | Ploeg                  | Tijd     |
| Gele trui           | Jimmy Engoulvent  | Saur-Sojasun           | 4h47'39" |
| 2                   | Grégory Rast      | Radioshack-Nissan      | +00' 03" |
| 3                   | Jonathan Hivert   | Saur-Sojasun           | z.t.     |
| 4                   | Mathew Hayman     | Team Sky               | +00' 05" |
| 5                   | Jakob Fuglsang    | Radioshack-Nissan      | +00' 07" |
|                     |                   |                        |          |
| 7                   | Tom Dumoulin      | Argos-Shimano          | z.t.     |
| 13                  | Steven Van Vooren | Topsport Vlaanderen-M. | +00' 09" |

### 2e etappe
| Schifflange – Leudelange (183.9 km) |                     |                        |          |
| Plaats                              | Naam                | Ploeg                  | Tijd     |
| Winnaar                             | André Greipel       | Lotto-Belisol          | 4u29'20" |
| 2                                   | Ben Swift           | Team Sky               | z.t.     |
| 3                                   | Jürgen Roelandts    | Lotto-Belisol          | z.t.     |
| 4                                   | Romain Feillu       | Vacansoleil-DCM        | z.t.     |
| 5                                   | Jean-Pierre Drucker | Accent.Jobs-Willems V. | z.t.     |
|                                     |                     |                        |          |
| 8                                   | Roy Curvers         | Argos-Shimano          | z.t.     |

| Algemeen klassement |                   |                        |          |
| Plaats              | Naam              | Ploeg                  | Tijd     |
| Gele trui           | Jimmy Engoulvent  | Saur-Sojasun           | 9h26'59" |
| 2                   | Grégory Rast      | Radioshack-Nissan      | +00' 03" |
| 3                   | Jonathan Hivert   | Saur-Sojasun           | z.t.     |
| 4                   | Mathew Hayman     | Team Sky               | +00' 05" |
| 5                   | Jakob Fuglsang    | Radioshack-Nissan      | +00' 07" |
|                     |                   |                        |          |
| 7                   | Tom Dumoulin      | Argos-Shimano          | z.t.     |
| 13                  | Steven Van Vooren | Topsport Vlaanderen-M. | +00' 09" |

### 3e etappe
| Eschweiler – Differdange (205.4 km) |                    |                         |          |
| Plaats                              | Naam               | Ploeg                   | Tijd     |
| Winnaar                             | Wout Poels         | Vacansoleil-DCM         | 5u01'11" |
| 2                                   | Jakob Fuglsang     | RadioShack-Nissan       | z.t.     |
| 3                                   | Fränk Schleck      | RadioShack-Nissan       | z.t.     |
| 4                                   | Michael Barry      | Team Sky                | +00' 24" |
| 5                                   | Salvatore Puccio   | Team Sky                | z.t.     |
|                                     |                    |                         |          |
| 11                                  | Sébastien Delfosse | Landbouwkrediet-Euphony | z.t.     |

| Algemeen klassement |                    |                         |           |
| Plaats              | Naam               | Ploeg                   | Tijd      |
| Gele trui           | Jakob Fuglsang     | Radioshack-Nissan       | 14h28'17" |
| 2                   | Wout Poels         | Vacansoleil-DCM         | +00' 02"  |
| 3                   | Fränk Schleck      | Radioshack-Nissan       | +00' 05"  |
| 4                   | Jonathan Hivert    | Saur-Sojasun            | +00' 20"  |
| 5                   | Tom Dumoulin       | Argos-Shimano           | +00' 24"  |
|                     |                    |                         |           |
| 7                   | Sébastien Delfosse | Landbouwkrediet-Euphony | +00' 28"  |

### 4e etappe
| Mersch – Luxemburg (153.5 km) |                   |                        |          |
| Plaats                        | Naam              | Ploeg                  | Tijd     |
| Winnaar                       | Jürgen Roelandts  | Lotto-Belisol          | 2u39'58" |
| 2                             | Laurens De Vreese | Topsport Vlaanderen-M. | +00' 25" |
| 3                             | Jakob Fuglsang    | RadioShack-Nissan      | z.t.     |
| 4                             | Maxime Monfort    | RadioShack-Nissan      | z.t.     |
| 5                             | Wout Poels        | Vacansoleil-DCM        | z.t.     |

| Algemeen klassement |                    |                         |           |
| Plaats              | Naam               | Ploeg                   | Tijd      |
| Gele trui           | Jakob Fuglsang     | Radioshack-Nissan       | 17h08'40" |
| 2                   | Wout Poels         | Vacansoleil-DCM         | +00' 02"  |
| 3                   | Fränk Schleck      | Radioshack-Nissan       | +00' 05"  |
| 4                   | Jonathan Hivert    | Saur-Sojasun            | +00' 20"  |
| 5                   | Tom Dumoulin       | Argos-Shimano           | +00' 24"  |
|                     |                    |                         |           |
| 7                   | Sébastien Delfosse | Landbouwkrediet-Euphony | +00' 28"  |

## Eindklassementen
| Plaats    | Naam               | Ploeg                       | Tijd      |
| --------- | ------------------ | --------------------------- | --------- |
| Gele trui | Jakob Fuglsang     | RadioShack-Nissan-Trek      | 17u08'40" |
| 2         | Wout Poels         | Vacansoleil-DCM             | +00' 02"  |
| 3         | Fränk Schleck      | RadioShack-Nissan-Trek      | +00' 05"  |
| 4         | Jonathan Hivert    | Saur-Sojasun                | +00' 20"  |
| 5         | Tom Dumoulin       | Argos-Shimano               | +00' 24"  |
| 6         | Samuel Dumoulin    | Cofidis, le crédit en ligne | +00' 25"  |
| 7         | Sébastien Delfosse | Landbouwkrediet-Euphony     | +00' 28"  |
| 8         | Maxime Monfort     | RadioShack-Nissan-Trek      | +00' 29"  |
| 9         | Bob Jungels        | Team Lëtzebuerg             | z.t.      |
| 10        | Martin Elmiger     | AG2R-La Mondiale            | +00' 32"  |

| Plaats      | Naam             | Ploeg         | Punten |
| ----------- | ---------------- | ------------- | ------ |
| Blauwe trui | André Greipel    | Lotto-Belisol | 40     |
| 2           | Ben Swift        | Team Sky      | 34     |
| 3           | Jürgen Roelandts | Lotto-Belisol | 33     |

| Plaats      | Naam             | Ploeg                  | Punten |
| ----------- | ---------------- | ---------------------- | ------ |
| Groene trui | Albert Timmer    | Argos-Shimano          | 18     |
| 2           | Jürgen Roelandts | Lotto-Belisol          | 18     |
| 3           | Fränk Schleck    | RadioShack-Nissan-Trek | 15     |

| Plaats     | Naam         | Ploeg           | Tijd      |
| ---------- | ------------ | --------------- | --------- |
| Witte trui | Wout Poels   | Vacansoleil-DCM | 17u08'42" |
| 2          | Tom Dumoulin | Argos-Shimano   | +00' 22"  |
| 3          | Bob Jungels  | Team Lëtzebuerg | +00' 27"  |

| Plaats | Ploeg             | Tijd      |
| ------ | ----------------- | --------- |
|        | Radioshack-Nissan | 51u26'25" |
| 2      | Argos-Shimano     | +01' 26"  |
| 3      | Team Europcar     | +01' 28"  |

1935 · 
1936 · 
1937 · 
1938 · 
1939 · 
1940 · 
1941 · 
1942 · 
1943 · 
1944 · 
1945 · 
1946 · 
1947 · 
1948 · 
1949 · 
1950 · 
1951 · 
1952 · 
1953 · 
1954 · 
1955 · 
1956 · 
1957 · 
1958 · 
1959 · 
1960 · 
1961 · 
1962 · 
1963 · 
1964 · 
1965 · 
1966 · 
1967 · 
1968 · 
1969 · 
1970 · 
1971 · 
1972 · 
1973 · 
1974 · 
1975 · 
1976 · 
1977 · 
1978 · 
1979 · 
1980 · 
1981 · 
1982 · 
1983 · 
1984 · 
1985 · 
1986 · 
1987 · 
1988 · 
1989 · 
1990 · 
1991 · 
1992 · 
1993 · 
1994 · 
1995 · 
1996 · 
1997 · 
1998 · 
1999 · 
2000 · 
2001 · 
2002 · 
2003 · 
2004 · 
2005 · 
2006 · 
2007 · 
2008 · 
2009 · 
2010 · 
2011 · 
2012 · 
2013 · 
2014 ·
2015 ·
2016 ·
2017 ·
2018 ·
2019 ·
2020 ·
2021 · 2022 · 2023 · 2024
Etappewedstrijden

 Ster van Bessèges · 
 Ronde van de Middellandse Zee · 
 Ruta del Sol · 
 Ronde van de Algarve · 
 Ronde van de Haut-Var · 
 Driedaagse van West-Vlaanderen · 
 Internationale Wielerweek · 
 Internationaal Wegcriterium · 
 Driedaagse van De Panne-Koksijde · 
 Ronde van de Sarthe · 
 Ronde van Trentino · 
 Ronde van Turkije · 
 Ronde van Asturië · 
 Vierdaagse van Duinkerke · 
 Ronde van Azerbeidzjan · 
 Szlakiem Grodòw Piastowskich · 
 Ronde van Castilië en León · 
 Ronde van Picardië · 
 Ronde van Noorwegen · 
 World Ports Classic · 
 Ronde van Beieren · 
 Ronde van België · 
 Tour des Fjords · 
 Ronde van Estland · 
 Ronde van Luxemburg · 
 Boucles de la Mayenne · 
 Ster ZLM Toer · 
 Ronde van Slovenië · 
 Route du Sud · 
 Ronde van Oostenrijk · 
 Sibiu Cycling Tour · 
 Ronde van Wallonië · 
 Ronde van Portugal · 
 Ronde van Denemarken · 
 Ronde van de Ain · 
 Ronde van Burgos · 
 Arctic Race of Norway · 
 Ronde van de Limousin · 
 Ronde van Poitou-Charentes · 
 Wielerweek van Lombardije · 
 Ronde van Groot-Brittannië · 
 Ronde van Gévaudan Languedoc-Roussillon · 
 Eurométropole Tour
Eendaagse wedstrijden

 GP La Marseillaise · 
 Grote Prijs van de Etruskische Kust · 
 Trofeo Palma · 
 Trofeo Ses Salines · 
 Trofeo Serra de Tramuntana · 
 Trofeo Platja de Muro · 
 Trofeo Laigueglia · 
 Ronde van Murcia · 
 Omloop Het Nieuwsblad · 
 Classic Sud Ardèche · 
 GP Lugano · 
 Clásica de Almería · 
 Kuurne-Brussel-Kuurne · 
 La Drôme Classic · 
 Le Samyn · 
 GP Città di Camaiore · 
 Strade Bianche · 
 Roma Maxima · 
 Ronde van Drenthe · 
 Dwars door Drenthe · 
 Nokere Koerse · 
 GP Nobili Rubinetterie · 
 Handzame Classic · 
 Classic Loire-Atlantique · 
 Grote Prijs van Cholet-Pays de Loire · 
 Dwars door Vlaanderen · 
 Route Adélie de Vitré · 
 Volta Limburg Classic · 
 Grote Prijs Miguel Indurain · 
 Ronde van La Rioja · 
 Scheldeprijs · 
 GP Pino Cerami · 
 Klasika Primavera · 
 Parijs-Camembert · 
 Brabantse Pijl · 
 GP Denain · 
 Ronde van de Finistère · 
 Tro Bro Léon · 
 Ronde van Keulen · 
 La Roue Tourangelle · 
 Rund um den Finanzplatz Eschborn-Frankfurt · 
 Ronde van de Somme · 
 ProRace Berlin · 
 Grote Prijs van Plumelec · 
 Boucles de l'Aulne · 
 Ronde van Zeeland Seaports · 
 Trofeo Melinda · 
 GP Kanton Aargau · 
 Ronde van Limburg · 
 Ronde van de Apennijnen · 
 Halle-Ingooigem · 
 Trofeo Matteotti · 
 Prueba Villafranca de Ordizia · 
 GP Industria & Artigianato-Larciano · 
 Ronde van Toscane · 
 Circuito de Getxo · 
 Polynormande · 
 RideLondon Classic · 
 GP Stad Zottegem · 
 Dutch Food Valley Classic · 
 Châteauroux Classic de l'Indre · 
 Druivenkoers Overijse · 
 Ronde van Veneto · 
 Schaal Sels · 
 Memorial Rik Van Steenbergen · 
 Brussels Cycling Classic · 
 GP Fourmies · 
 Ronde van de Doubs · 
 GP Jef Scherens · 
 Coppa Bernocchi · 
 Coppa Agostoni · 
 GP van Wallonië · 
 Ronde van de Drie Valleien · 
 Kampioenschap van Vlaanderen · 
 Memorial Marco Pantani · 
 Grote Prijs Impanis-Van Petegem · 
 GP van Isbergues · 
 GP Industria & Commercio di Prato · 
 Omloop van het Houtland · 
 Duo Normand · 
 Milaan-Turijn · 
 Ronde van Piëmont · 
 Ronde van het Münsterland · 
 Pro Cycling Marathon · 
 Ronde van de Vendée · 
 Memorial Frank Vandenbroucke · 
 Coppa Sabatini · 
 Parijs-Bourges · 
 Ronde van Emilia · 
 GP Beghelli · 
 Parijs-Tours · 
 Nationale Sluitingsprijs · 
 Ronde van Romagna · 
 Chrono des Nations